# Judith Ledeboer
Judith Geertruid Ledeboer (Almelo, 8 de septiembre de 1901-Hambledon, 24 de diciembre de 1990) fue una arquitecta británica de origen neerlandés. Fue activa en Londres y Oxford, donde diseñó una variedad de escuelas, edificios universitarios y proyectos de vivienda pública.

## Primeros años y educación
Nació en 1901 en Almelo, Países Bajos. Fue una de los seis hijos de Willem Ledeboer, que trabajaba como banquero, y Harmina Engelbertha van Heek. Su familia se mudó a Londres poco después de su nacimiento. Asistió a Wimbledon High School, Cheltenham Ladies 'College y Bedford College (una escuela constituyente de la Universidad de Londres). Estudió historia en el Newnham College de la Universidad de Cambridge desde 1921 hasta 1924. Se mudó a Cambridge, Massachusetts, para completar una maestría en economía en Radcliffe College en 1925, y regresó a Londres al año siguiente para formarse en la Architectural Association School of Architecture, donde se graduó en 1931.

## Carrera profesional
Una de las primeras inspiraciones de Ledeboer fue la arquitecta Elisabeth Scott, a quien asistió en el Shakespeare Memorial Theatre (ahora Royal Shakespeare Theatre) en Stratford-upon-Avon. Ledeboer entró en práctica con David Booth en 1939 como Booth y Ledeboer, donde trabajó principalmente en pequeños proyectos residenciales. Dejó la empresa en 1941 para trabajar para el Ministerio de Salud durante la Segunda Guerra Mundial. Fue la primera empleada del ministerio en ser responsable de la vivienda, y fue secretaria de los comités de vivienda pública de Dudley y Burt.
En 1946, Ledeboer dejó el Ministerio de Salud y volvió a ejercer con Booth. En 1956, John Pinckheard se convirtió en socio de la empresa y se convirtió en Booth, Ledeboer y Pinckheard. La firma tenía su sede en Londres y Oxford y sus principales clientes eran universidades y en el sector público. Algunos de los proyectos universitarios en los que trabajó Ledeboer fueron el Instituto de Arqueología y Estudios Clásicos de la Universidad de Londres (1953-1958), el Edificio Waynflete del Magdalen College de la Universidad de Oxford (1961-1964) y el Magdalen College School (1966), también parte del Magdalen College. El trabajo de Booth y Ledeboer en el sector público incluyó hospitales, fábricas, oficinas y varias escuelas, incluidas Dragon School y Headington School, ambas en Oxford.
Ledeboer diseñó varios complejos de viviendas en Londres para los municipios de Lewisham y Newham. El proyecto por el que es más conocida es el hogar de ancianos en Lansbury Estate en Poplar, que diseñó para el Festival de Gran Bretaña en 1951. Ella diseñó una unidad de vecindario en Hemel Hempstead en 1950-1955, que comprende casas, pisos, dúplex y tiendas.
Ledeboer dejó la práctica privada en 1970, pero siguió siendo un miembro activo del Royal Institute of British Architects y del Landscape Institute hasta mediados de la década de 1970. Murió en 1990 en su casa de Hambledon.

## Legado
Lynne Walker describió a Ledeboer en el Oxford Dictionary of National Biography como «una de las voces más importantes en la política de vivienda de la posguerra». Fue nombrada Oficial de la Orden del Imperio Británico (OBE) en 1966.